# Selva Xtabay
Selva Xtabay (Buenos Aires; 1930 - Id; 19 de julio de 2016) fue una actriz y cantante argentina.

## Carrera
Selva estudió actuación con Alejandra Boero. Entre los espectáculos de café concert que presentó se encuentra Trompitas oxidadas, donde pudo lucir su talento interpretativo. En teatro, trabajó en Divinas palabras, Yo te canto Celedonio y la comedia musical La misma historia de siempre con Gloria Gedes, Guillermo Marín y Alejandro Duncan, dirigida por Salo Vasochi .
En televisión, participó de los elencos de Una luz en la ciudad con Gabriela Gili y Víctor Laplace y La batalla de los ángeles con Leonor Manso y Pepe Soriano. En los últimos años, Selva realizó numerosos films publicitarios para reconocidas marcas, como Knorr, Pampers, Western Union y Budweisser. 
En 2013, la Asociación Argentina de Actores le entregó la medalla a los 50 años de afiliación al sindicato durante la ceremonia de los Premios Podestá, realizada en el Salón Azul del Congreso de la Nación.
Estuvo casada por varias décadas con el actor Alejandro Duncan, fallecido en 2015.
Selva Xtabay falleció en Buenos Aires el 19 de julio de 2016.